# Trial de Sant Llorenç 1982
L'edició de 1982 del Trial de Sant Llorenç fou la 16a d'aquesta prova, organitzada pel Motor Club Terrassa. El trial era la primera prova del Campionat del Món d'aquell any i tingué lloc el 21 de febrer a Olot, Garrotxa. Hi participaren 100 pilots, els quals hagueren de superar 21 zones repartides al llarg d'un recorregut que calia completar 2 vegades.
Durant tota la jornada no va parar de ploure, amb la qual cosa l'aigua, el fred i el fang varen donar a la prova un caire de trial britànic. Al final de l'esdeveniment, s'organitzà un gran embús a l'aparcament públic, quan els molts seguidors que hi havien assistit volgueren sortir-ne tots de cop, empesos per la pluja i la por de quedar-hi atrapats.

## Classificació
| Posició | Pilot            | Motocicleta | Punts |
| ------- | ---------------- | ----------- | ----- |
| 1       | Eddy Lejeune     | Honda       | 65    |
| 2       | Bernie Schreiber | SWM         | 79    |
| 3       | Gilles Burgat    | Fantic      | 86    |
| 4       | Jaume Subirà     | Fantic      | 88    |
| 5       | Manuel Soler     | Montesa     | 88    |
| 6       | Ulf Karlson      | Montesa     | 89    |
| 7       | John Lampkin     | Armstrong   | 96    |
| 8       | Toni Gorgot      | Montesa     | 97    |
| 9       | Scott Head       | Italjet     | 97    |
| 10      | Martin Lampkin   | SWM         | 98    |